# 筒蒴锦叶藓
筒蒴锦叶藓（学名：Dicranoloma striatulum）为曲尾藓科锦叶藓属下的一个种。

## 扩展阅读
- 維基物種上的相關：筒蒴锦叶藓